# Tonicia arnheimi
Tonicia arnheimi is een keverslakkensoort uit de familie van de Chitonidae. De wetenschappelijke naam van de soort is voor het eerst geldig gepubliceerd in 1903 door Dall.